# 吉田伊三郎
吉田 伊三郎（よしだ いさぶろう、1878年（明治11年）1月21日 – 1933年（昭和8年）4月23日）は、日本の外交官。駐トルコ大使。

## 経歴
京都府出身。1903年（明治36年）に東京帝国大学法科大学独法科を卒業し、外交官及領事官試験に合格した。領事官補、外交官補、大使館三等書記官、同二等書記官、同一等書記官、同参事官を歴任した。駐スイス公使を務めた後、1930年（昭和5年）、駐トルコ大使に任命された。
国際連盟日支紛争調査委員会（リットン調査団）の参与委員に選ばれた。
在職中にアンカラで死去。

## 栄典・授章・授賞
位階
- 1925年（大正14年）1月31日 - 従四位[4]
- 1933年（昭和8年）4月23日 - 正三位[5]

勲章等
- 1912年（大正元年）8月1日 - 韓国併合記念章[6]